# Provinzial (Versicherung)

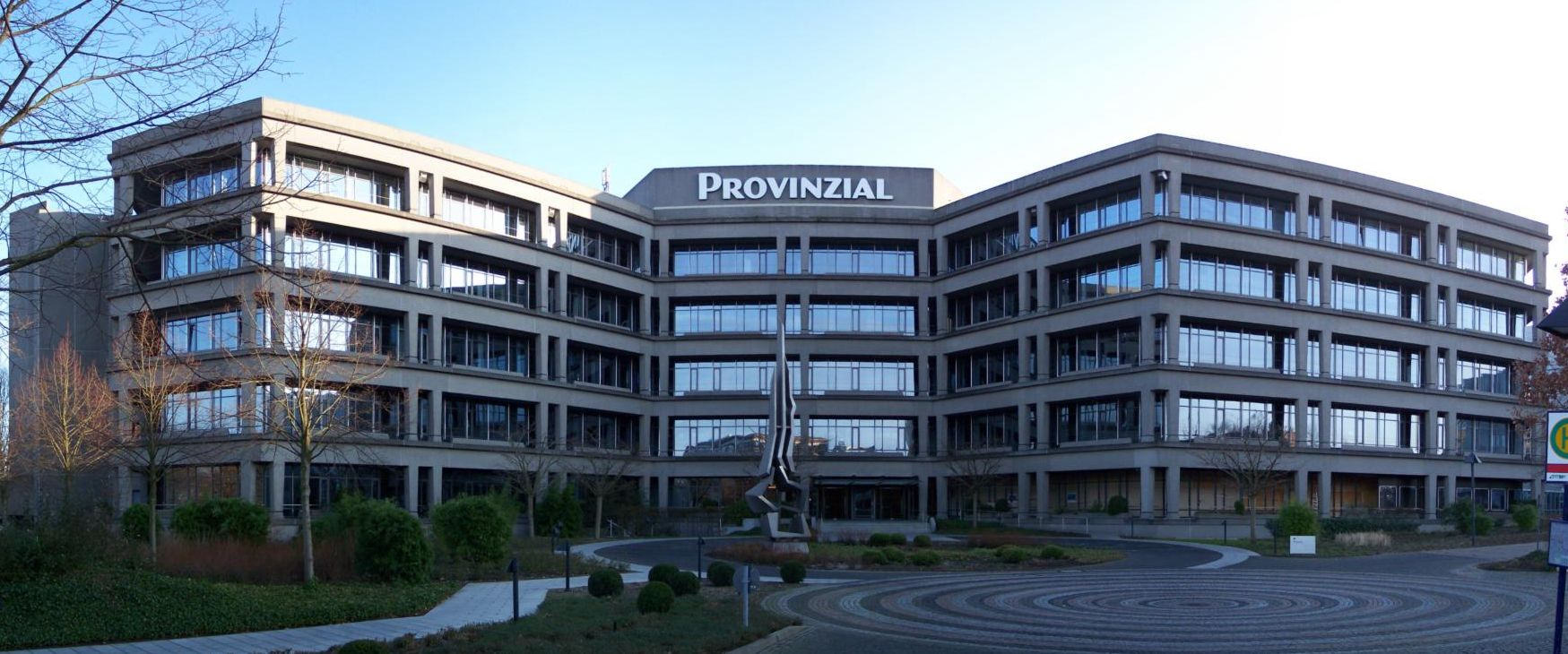
Das Verwaltungsgebäude in Münster-Kinderhaus

Die Provinzial ist eine deutsche öffentliche Versicherungsgruppe, an deren Spitze die Provinzial Holding Aktiengesellschaft mit Sitz in Münster steht. Das Geschäftsgebiet des Konzerns erstreckt sich über Nordrhein-Westfalen, Rheinland-Pfalz, Schleswig-Holstein, Mecklenburg-Vorpommern und Hamburg. Im Konzern sind über 5700 Mitarbeiter angestellt (2021). Hinzu kommen insgesamt 1334 Agenturen (inkl. Zweigstellen) der Regionalversicherer des Konzerns (2021). Der gebuchte Bruttobeitrag lag 2021 bei rund 6,8 Milliarden Euro. Damit gehört die Provinzial zu den zehn größten deutschen Versicherern.

## Geschichte
Der heutige Versicherungskonzern entstand aus der Fusion zwischen der Provinzial NordWest und der Provinzial Rheinland. Die Fusion wurde am 31. August 2020 mit der Eintragung ins Handelsregister rückwirkend zum 1. Januar 2020 rechtswirksam. An der Spitze der fusionierten Unternehmensgruppe steht die zum 1. September 2020 zur Provinzial Holding umfirmierte ehemalige Provinzial NordWest Holding.
Nach der Fusion von Provinzial NordWest und Provinzial Rheinland schlossen sich mit der Provinzial Rheinland Versicherung und der Westfälischen Provinzial Versicherung 2021 die beiden größten Schaden- und Unfallversicherer des Konzerns zur Provinzial Versicherung zusammen. Im Oktober 2024 wurde die Provinzial Rheinland Lebensversicherung Aktiengesellschaft auf die Provinzial NordWest Lebensversicherung Aktiengesellschaft verschmolzen. Der dadurch entstandene Lebensversicherer  mit Sitz in Kiel firmiert seitdem als Provinzial Lebensversicherung Aktiengesellschaft. Dem Konzern gehören mit der Provinzial Nord Brandkasse, der Lippischen Landesbrandversicherung (LLB) und der Hamburger Feuerkasse (HFK) weitere Sachversicherer an. Die 1676 gegründete HFK gilt als älteste Versicherung der Welt.

### Flutkatastrophe 2021
2021 trat mit der Flutkatastrophe in Nordrhein-Westfalen und Rheinland-Pfalz das größte Schadenereignis der Unternehmensgeschichte auf. Nachdem bereits im Juni eine Serie von Unwetterereignissen Millionenschäden bei Provinzial-Kunden verursacht hatten, waren nach dem Unwetter Bernd erstmals rund 33.142 Schäden mit einem Gesamtschaden von rund 761 Millionen Euro gemeldet worden.
Bis 2022 wurden Schäden im Umfang von 904 Mio. Euro reguliert. Insgesamt wird im Zusammenhang mit dem Tiefdruckgebiet Bernd mit einem Gesamtschadenvolumen von 1,6 Mrd. Euro kalkuliert. Die Schaden-Kosten-Quote 2021 stieg dadurch auf 126,8 %. Vor Steuern resultierte ein Verlust von 78,3 Mill. Euro. Allerdings stieg durch die Flutkatastrophe auch die Nachfrage nach Elementarversicherungen. Konzernweit machten sie 2021 zwei Drittel aller Neuverträge in der Wohngebäudeversicherung im Privatkundenbereich aus. Konzernweit wuchsen die Beitragseinnahmen um 4,9 % auf 6,7 Mrd. Euro. Die Schaden- und Unfallversicherung registrierte ein Beitragswachstum von 3,3 % auf 3,9 Mrd. Euro. In der Lebensversicherung erhöhten sich die Beitragseinnahmen um 7,3 % auf 2,7 Mrd. Euro. Laut Rating-Agenturen wies der Provinzial Konzern bis Ende 2022, trotz des größten Schadenereignisses in seiner Geschichte, eine „starke Kapitalausstattung, ein starkes Unternehmensprofil sowie sehr starke durchschnittliche versicherungstechnische Profitabilität“ auf.

## Unternehmensstruktur
Der Konzern wird von Wolfgang Breuer als Vorstandsvorsitzender geführt. Weitere Mitglieder im Vorstand sind der stellvertretende Vorstandsvorsitzende Patric Fedlmeier, Sabine Krummenerl, Nina Schmal, Ulrich Scholten sowie Rainer Sommer.
Eigentümer der Provinzial Holding sind der Sparkassenverband Westfalen-Lippe (SVWL), der Landschaftsverband Westfalen-Lippe, der Sparkassen- und Giroverband für Schleswig-Holstein (SGVSH) und die Provinzial Rheinland Holding AöR, deren Gewährträger der Rheinische und der rheinland-pfälzische Sparkassen- und Giroverband sowie der Landschaftsverband Rheinland sind. Anlässlich der Fusion von Provinzial NordWest und Provinzial Rheinland ist der Ostdeutsche Sparkassenverband aus dem Kreis der Eigentümer ausgeschieden. Konzernmutter ist die Provinzial Holding Aktiengesellschaft mit Sitz in Münster. Die Provinzial Asset Management GmbH (bis zur Fusion 2020 Provinzial NordWest Asset Management GmbH) mit Sitz in Münster und einer Betriebsstätte in Düsseldorf ist der institutionelle Vermögensverwalter der Gruppe. Die Provinzial Lebensversicherung Aktiengesellschaft ist der Lebensversicherer des Konzerns. Unter dem Dach der Steuerungsholding betreiben die Erstversicherungsunternehmen das Kompositversicherungsgeschäft, alle Erstversicherungsunternehmen sind hundertprozentige Töchter der Provinzial Holding.
| Gewährträger                                             | Rheinischer Sparkassen- und Giroverband       | Sparkassenverband Rheinland-Pfalz             | Landschaftsverband Rheinland                    |                                                |                                            |                                            |                                                    |
| Eigentümer (Sitz)                                        | Provinzial Rheinland Holding AöR (Düsseldorf) | Provinzial Rheinland Holding AöR (Düsseldorf) | Provinzial Rheinland Holding AöR (Düsseldorf)   | Landschaftsverband Westfalen-Lippe             | Landschaftsverband Westfalen-Lippe         | Sparkassenverband Westfalen-Lippe          | Sparkassen- und Giroverband für Schleswig-Holstein |
| Konzernmutter (Sitz)                                     | Provinzial Holding AG (Münster)               | Provinzial Holding AG (Münster)               | Provinzial Holding AG (Münster)                 | Provinzial Holding AG (Münster)                | Provinzial Holding AG (Münster)            | Provinzial Holding AG (Münster)            | Provinzial Holding AG (Münster)                    |
| Verwalter (Sitz)                                         | Provinzial Asset Management GmbH (Münster)    | Provinzial Asset Management GmbH (Münster)    | Provinzial Asset Management GmbH (Münster)      | Provinzial Asset Management GmbH (Münster)     | Provinzial Asset Management GmbH (Münster) | Provinzial Asset Management GmbH (Münster) | Provinzial Asset Management GmbH (Münster)         |
| operative Versicherungsunternehmen und Vermittler (Sitz) | Provinzial Versicherung AG* (Düsseldorf)      | Provinzial Nord Brandkasse AG (Kiel)          | Hamburger Feuerkasse Versicherungs-AG (Hamburg) | Lippische Landesbrandversicherung AG (Detmold) | Provinzial Lebensversicherung AG (Kiel)    | andsafe AG** (Münster)                     | OCC Assekuradeur GmbH*** (Lübeck)                  |

* Über die Provinzial Versicherung AG gehören die ProTect Versicherung AG und die Sparkassen DirektVersicherung AG zu der Gruppe. die Sparkassen DirektVersicherung AG ist eine hundertprozentige Tochter der S-Direkt-Verwaltungs-GmbH & Co. KG, an der die Provinzial Versicherung AG zu 50,1 % mittelbar beteiligt ist.
** Die Provinzial Holding AG ist über eine Zwischengesellschaft mittelbar zu 100 % an der andsafe AG beteiligt.
*** Die Provinzial Holding AG ist über eine Zwischengesellschaft mittelbar zu 100 % an der OCC Assekuradeur GmbH beteiligt.

## Geschäftstätigkeiten

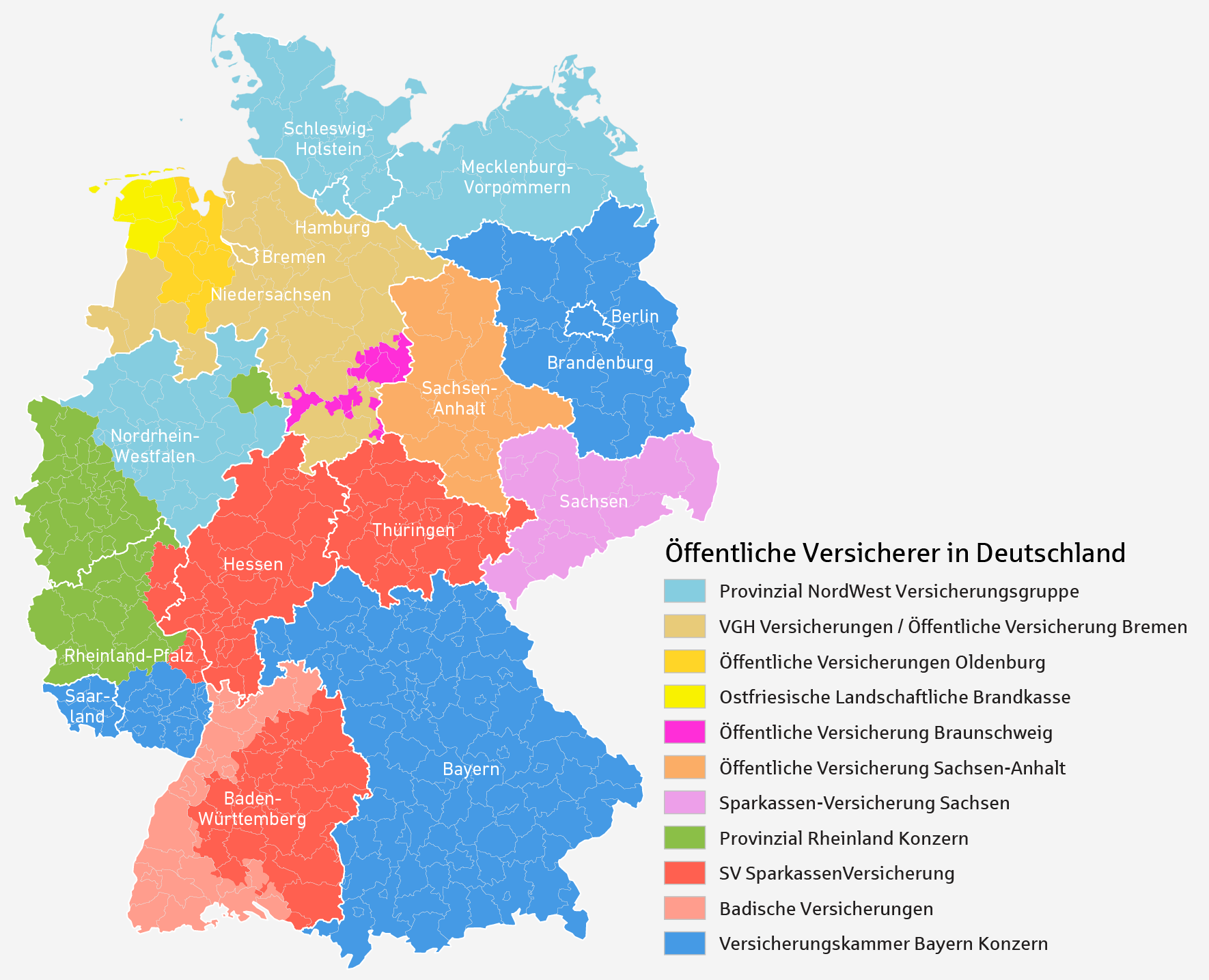
Geschäftsgebiete der Öffentlichen Versicherer in Deutschland

### Kompositversicherung
- Die Provinzial Versicherung in der Rechtsform einer Aktiengesellschaft mit Sitz in Düsseldorf ist der größte Schaden- und Unfallversicherer der Gruppe und arbeitet mit rund 1070 Geschäftsstellen und 97 im Versicherungsgeschäft aktiven Sparkassen in Nordrhein-Westfalen und Rheinland-Pfalz zusammen.[6]

- Die Provinzial Nord Brandkasse mit Sitz in Kiel ist als Schaden- und Unfallversicherer des Provinzial Konzerns in Schleswig-Holstein, Hamburg und Mecklenburg-Vorpommern tätig.[14]

- Die Lippische Landesbrandversicherung wurde 1752 gegründet und gehört zu den ältesten und traditionsreichsten Versicherungen in Deutschland. Das Unternehmen betreibt das Schaden- und Unfallversicherungsgeschäft im Kreis Lippe.[15]

- Die Hamburger Feuerkasse ist als Schaden- und Unfallversicherer des Provinzial Konzerns in Hamburg tätig und hat dort auch ihren Sitz. Sie existiert seit 1676 und ist somit die älteste bestehende Versicherung der Welt. Zudem unterstützt die Feuerkasse im Bereich der Schadenverhütung verschiedene Projekte in der Region Hamburg.[16]

- Die andsafe AG ist 2019 als digitaler Gewerbeversicherer mit dem Fokus auf Kleinunternehmen gegründet worden und bietet neben einer Betriebshaftpflicht-Versicherung auch eine Vermögensschadenhaftpflicht- und Inhalts-Versicherung an. Der Digitalversicherer spezialisiert sich unter anderem auf Fahrradversicherungen. Kernelement dabei ist eine 24-Stunden-Telefon-Hotline.[17]

- Die OCC Assekuradeur GmbH ist ein Spezialversicherungsunternehmen mit Sitz in Lübeck, das sich auf Dienstleistungen für Oldtimer und hochwertige Liebhaberfahrzeuge spezialisiert hat. OCC agiert unter dem Dach der Provinzial eigenständig.[18]

### Lebensversicherung
Die Provinzial Lebensversicherung Aktiengesellschaft ist der Lebensversicherer des Provinzial Konzerns und zählt mit über 2,8 Millionen Versicherungsverträgen zu den großen Lebensversicherern in Deutschland. Sie ist in Nordrhein-Westfalen, Schleswig-Holstein, Hamburg, Mecklenburg-Vorpommern und Teilen von Rheinland-Pfalz tätig und bündelt die Zentralfunktionen des Lebensversicherungsgeschäfts, das Aktuariat und die Versicherungstechnik.

### Asset Management
Die Provinzial Asset Management GmbH (ProAM) ist ein hundertprozentiges Tochterunternehmen der Provinzial Holding AG. Sie verwaltet die Kapitalanlagen des Provinzial Konzerns. Neben der Tätigkeit für die eigenen Konzerngesellschaften bietet die ProAM Fremdkunden Dienstleistungen, sogenanntes Drittgeschäft, an. Der Fokus liegt dabei insbesondere auf ökonomisch, handelsbilanziell und aufsichtsrechtlich ausbalancierten Portfolien für das aktuelle Marktumfeld. Die ProAM verwaltet rund 46 Mrd. Euro innerhalb und außerhalb des Provinzial Konzerns (Stand 2021).